# Puchar Narodów Afryki 2017 (kwalifikacje)/Grupa B
W grupie B eliminacji Pucharu Narodów Afryki 2017 grały:
- Demokratyczna Republika Konga
- Angola
- Republika Środkowoafrykańska
- Madagaskar

## Tabela
| Msc. | Zespół                        | M | W | R | P | Br+ | Br- | +/- | Pkt |
| ---- | ----------------------------- | - | - | - | - | --- | --- | --- | --- |
| 1    | Demokratyczna Republika Konga | 6 | 5 | 0 | 1 | 16  | 6   | +10 | 15  |
| 2    | Republika Środkowoafrykańska  | 6 | 3 | 1 | 2 | 9   | 11  | -2  | 10  |
| 3    | Angola                        | 6 | 1 | 2 | 3 | 7   | 8   | -1  | 5   |
| 4    | Madagaskar                    | 6 | 0 | 3 | 3 | 5   | 12  | -7  | 3   |

## Wyniki
| 13 czerwca 2015 16:30 CET | Angola · Gelson 36', 63' · Dolly Menga 56' (k) · Gilberto 90+5' (k) | 4:0(1:0)Raport | Republika Środkowoafrykańska | Estádio Nacional da Tundavala, Lubango Sędzia: Duncan Lengani |
|                           |                                                                     |                |                              |                                                               |

| 14 czerwca 2015 16:30 CET | Demokratyczna Republika Konga · Mubele 57' · Kimwaki 74' | 2:1(0:0)Raport | Madagaskar · 77' Vombola | Stade Tata Raphaël, Kinszasa Sędzia: Beranger Woungui Antsaraga |
|                           |                                                          |                |                          |                                                                 |

| 6 września 2015 13:30 CET | Madagaskar | 0:0(0:0)Raport | Angola | Stade Municipal de Mahamasina, Antananarywa Sędzia: Jose Maria Rachide |
|                           |            |                |        |                                                                        |

| 6 września 2015 16:00 CET | Republika Środkowoafrykańska · Mabidé 27' (k) · Gourrier 33' | 2:0(2:0)Raport | Demokratyczna Republika Konga | Barthélemy Boganda Stadium, Bangi Sędzia: Antoine Depadoux Essouma |
|                           |                                                              |                |                               |                                                                    |

| 24 marca 2016 12:30 CET | Madagaskar · Andriamahitsinoro 80' (k) | 1:1(0:0)Raport | Republika Środkowoafrykańska · 86' Limane | Stade Municipal de Mahamasina, Antananarywa Sędzia: Mbongiseni Elliot Fakudze |
|                         |                                        |                |                                           |                                                                               |

| 26 marca 2016 15:30 CET | Demokratyczna Republika Konga · Bakambu 20' (k) · Meschack 77' | 2:1(1:0)Raport | Angola · 90' (k) Fredy | Stade des Martyrs, Kinszasa Sędzia: Joseph Odartei Lamptey |
|                         |                                                                |                |                        |                                                            |

| 28 marca 2016 16:00 CET | Republika Środkowoafrykańska · Keita 53' · Limane 65' | 2:1(0:1)Raport | Madagaskar · 35' Andriatsima | Barthélemy Boganda Stadium, Bangi Sędzia: Ferdinand Udoh Aniete |
|                         |                                                       |                |                              |                                                                 |

| 29 marca 2016 18:00 CET | Angola | 0:2(0:1)Raport | Demokratyczna Republika Konga · 45+2' Kimwaki · 90+1' Bolingi | Estádio 11 de Novembro, Luanda Sędzia: El Fadil Mohamed Hussein |
|                         |        |                |                                                               |                                                                 |

| 5 czerwca 2016 13:30 CET | Madagaskar · Rakotonomenjanahary 87' | 1:6(0:3)Raport | Demokratyczna Republika Konga · 2', 83' Bakambu · 21', 66' M’Poku · 41' Bolasie · 90+1' Botaka | Stade Alexandre Rabemananjara, Mahajanga Sędzia: Davies Ogenche Omweno |
|                          |                                      |                |                                                                                                |                                                                        |

| 5 czerwca 2016 16:00 CET | Republika Środkowoafrykańska · Mabidé 15' · Enza-Yamissi 39' · Boki 80' | 3:1(2:0)Raport | Angola · 86' Pana | Barthélemy Boganda Stadium, Bangi Sędzia: Yakhouba Keita |
|                          |                                                                         |                |                   |                                                          |

| 3 września 2016 17:00 CET | Angola · Gelson 54' | 1:1(0:1)Raport | Madagaskar · 17' Razakanantenaina | Estádio 11 de Novembro, Luanda Sędzia: Janny Sikazwe |
|                           |                     |                |                                   |                                                      |

| 4 września 2016 19:30 CET | Demokratyczna Republika Konga · Kebano 36' · Mubele 49' · Bolingi 76' · Botaka 88' | 4:1(1:0)Raport | Republika Środkowoafrykańska · 65' Enza-Yamissi | Stade des Martyrs, Kinszasa Sędzia: Bakary Gassama |
|                           |                                                                                    |                |                                                 |                                                    |